# Lixophaga facialis
Lixophaga facialis är en tvåvingeart som först beskrevs av Townsend 1931.  Lixophaga facialis ingår i släktet Lixophaga och familjen parasitflugor.
Artens utbredningsområde är Belize. Inga underarter finns listade i Catalogue of Life.